# Quanta Cura
Quanta Cura (llatí: Quanta preocupació) és una encíclica escrita pel papa Pius IX sobre el tema de la secularització en general i la proclamació del  Regne d'Itàlia del 1861 en particular.
Pius IX va proclamar-la el 8 de desembre de 1864, junt amb el Syllabus Errorum. El seu títol fa referència a la màxima preocupació de l'Església catòlica després dels canvis polítics que van tocar tot Europa després de la fi de l'antic règim. El document condemna amb vehemència els principis liberals de l'escola pública laïcista, de la llibertat de culte i la llibertat d'expressió i defensa la legitimitat d'una religió d'estat. També condemna certs excessos del capitalisme industrial, vists com un factor major en la pauperització del proletariat. A les Espanyes va ser l'inici d'una llarga polèmica entre conservadors i liberals durant la restauració Isabelina.
Quanta Cura s'ha de situar al context històric i polític de la Itàlia Unificada que s'inscriu en el Risorgimento que havia començat després del Congrés de Viena del 1814-15 que va terminar-se amb l'annexió dels Estats Pontificis i l'ocupació de Roma el 1870. Els papes successius van considerar que posar en dubte el seu poder absolut i temporal era un error major, conseqüència nefasta d'idees modernes com el liberalisme, el socialisme, el racionalisme, el relativisme o la separació de l'Església i l'Estat. L'encíclica va ser proclamada després que França va decidir retirar les seves tropes de Roma amb la ineluctable integració de la ciutat eterna al Regne d'Itàlia i la subsegüent abolició definitiva dels Estats Pontificis.